# Hansgeorg Molitor
Hansgeorg Molitor (* 13. Juli 1939 in Trier; † 2. August 2023 in Mönchengladbach) war ein deutscher Historiker und Hochschullehrer.

## Werdegang
Molitor studierte Geschichte und Romanistik an den Universitäten Münster, Paris und Tübingen, promovierte 1967 bei Ernst Walter Zeeden und habilitierte sich 1974 in Tübingen. Hansgeorg Molitor war bis 2004 Professor für Rheinische Landesgeschichte und Neuere Geschichte an der Heinrich-Heine-Universität Düsseldorf. Zu seinen Forschungsschwerpunkten gehörte die Volksfrömmigkeit der frühen Neuzeit.

## Schriften (Auswahl)
- Geschichte des Erzbistums Köln. Bd. 3: Das Erzbistum Köln im Zeitalter der Glaubenskämpfe. 1515–1688. Bachem, Köln 2008.
- Vom Untertan zum Administré. Studien zur französischen Herrschaft und zum Verhalten der Bevölkerung im Rhein-Mosel-Raum von den Revolutionskriegen bis zum Ende der Napoleonischen Zeit. Steiner, Wiesbaden 1980.
- Kirchliche Reformversuche der Kurfürsten und Erzbischöfe von Trier im Zeitalter der Gegenreformation. Steiner, Wiesbaden 1967 (Zugleich: phil. Diss.).